# Hindernisbahn
Die Hindernisbahn (auch H-Bahn, HiBa, Sturmbahn, in der Schweiz Kampfbahn) ist eine infanteristische Ausbildungsanlage, die in der Grundausbildung Kraft, Beweglichkeit und Schnelligkeit der Soldaten schulen soll. Die Hindernisbahn wird einzeln oder in Gruppen überwunden. In Gruppen sollen die Soldaten vor allem lernen, dass sie durch Zusammenarbeit leistungsfähiger sind und sich beim Überwinden der Hindernisse helfen können.

## Aufbau
Eine Hindernisbahn befindet sich häufig in Kasernen. Sie ist einige hundert Meter lang und der Boden besteht aus einer Kombination aus Erde, Sand, Gras oder Tartan. Die Hindernisbahn der Bundeswehr (Deutschland) verfügt über 12 Hindernisse und ist 250 m lang. Das Bundesheer (Österreich) nutzt hingegen die CISM-Bahn.

### Stationen
Zur Hindernisbahn bei der Bundeswehr gehören in der Regel folgende Stationen:
| Nr. | Offizielle Bezeichnung  | Beschreibung |
| --- | ----------------------- | --- |
| 1   | Wall                    | Etwa 50 cm hoher Wall, der übersprungen werden muss. |
| 2   | Stützbalken             | Etwa 1,20 m hoher Querbalken, der überwunden werden muss. |
| 3   | Sprunggerüst            | auch Steigbahn oder Hühnerleiter genannt Etwa 45 Grad ansteigendes Hindernis in Form mehrstufiger, quer verbauter Holzbalken, welches mit Anlauf auf eine in etwa 2,5 m Höhe liegende Plattform erklommen werden muss. Oben angekommen, wird in ein Sandbecken heruntergesprungen. Ziel ist es, den Sprung aus großer Höhe und mit geschlossenen Beinen zu lernen. |
| 4   | Palisadenreihen         | auch Spanische Reiter genannt Mehrere x-förmig angeordnete Holzbalken, die überstiegen werden müssen. |
| 5   | Doppelquerbalken        | Ähnlich wie das Sprunggerüst, jedoch nur aus zwei Balken bestehend, die übersprungen werden müssen. |
| 6   | Holzwand                | auch Eskaladierwand genannt Etwa 2,5 m hohe Holzwand, die überwunden werden muss. |
| 7   | Balkengraben            | Etwa 30 cm hoher Balken, der übersprungen werden muss. Das Bodenniveau hinter dem Balken ist jedoch deutlich niedriger als im Absprungbereich. |
| 8   | Balancebalken           | Balken aus einem mehrere Meter langen Baumstamm in unterschiedlicher Höhe, der in voller Länge überquert werden muss. |
| 9   | Drahtgasse              | auch Gleithindernis genannt Auf niedriger Höhe über Sand gespannte Drähte, die in niedrigster Gangart unterquert werden müssen. |
| 10  | Zielsprungwanne         | auch Stolperdrähte genannt Ein niedriges Drahtgeflecht, welches ohne hängenzubleiben durchlaufen werden muss. |
| 11  | Graben                  | Ein etwa 1,2 m tiefer Schacht, in den hineingesprungen und wieder hinausgeklettert werden muss. |
| 12  | Kampfstand mit Zielfeld | Ein etwa 1 m tiefer, breiter Schacht, in den hineingesprungen, sich komplett abgeduckt und wieder hinausgeklettert werden muss. |

### CISM-Bahn

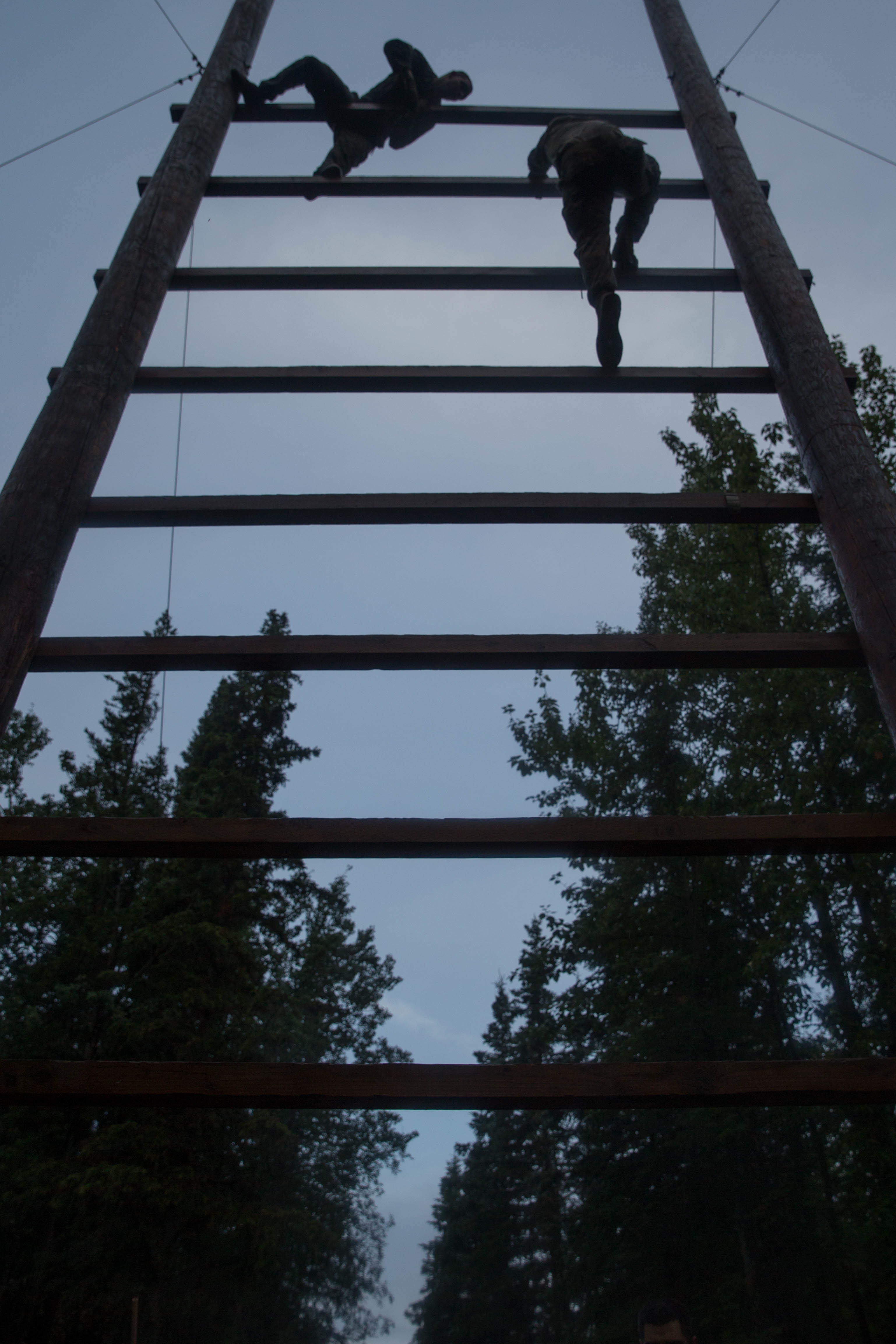
US Marines beim Wettkampf in der Elmendorf Air Force Base, Alaska

Die für den Militärischen Fünfkampf verwendete Bahn ist laut Conseil International du Sport Militaire (CISM) mit einer Länge von 500 m und den nachfolgenden 20 Hindernissen genormt:
1. Seilleiter: 5 Meter mit starren Sprossen à 50 cm zwischen Seilen zum Überklettern
2. Doppelbalken: 95 und 135 cm zum Überschreiten
3. Stolperdraht: 55 cm hohe Drähte zum Überschreiten
4. Kriechgraben: 50 cm hoch gespannte Seile auf 20 m zum Durchkriechen
5. Furt: 8 m Kiesbett mit fünf Betonpflöcken zum Überschreiten
6. Balkenhürde: 2,2 m hohe Hürde mit drei Querbalken zum Überklettern
7. Schwebebalken: 8,5 m lang, 1 m Höhe, 12 cm breit
8. Schräge Mauer: 3 m hoch, mit Seil zum Überklettern
9. Balkenwelle: 4 Balken abwechselnd 120 (Überschreiten) und 60 cm (Durchkriechen)
10. Irischer Tisch: 2 m hoher und 45 cm breiter Tisch zum Überklettern
11. Kanal und Doppelbalken: 50 × 50 cm Durchlass, dann 120 cm Überschreiten und 50 cm Durchkriechen
12. Balkenstiege: 4 Balken in ansteigender Höhe von 75 bis 230 cm Höhe, 1,45 Meter Abstand
13. Wall und Graben: 1,8 Meter Schrägwall und 2 m Sprung in eine Grube
14. Niedere Mauer: 1 m zum Überqueren
15. Grube: 2 m tiefe und 3,5 Meter lange „Löwengrube“ zum Durchqueren
16. Leiter: 4 m starre 70 cm Sprossen zum Überklettern
17. Hohe Mauer: 1,9 m zum Überklettern
18. Balkensteg: 14 m Zick-Zack zum Balancieren auf 50 cm Höhe
19. Irrgarten: 8 m Geländergang mit zwei Kehren
20. Mauergruppe: 3 Mauern (1, 1,2 und 1 m Höhe) mit je 6 m Abstand hintereinander

Bei einer wettkampffähigen Bahn sind zwei parallele Bahnen vorhanden. Die Bahn wird mit vier Kehren ausgeführt, sodass sie aus fünf Teilbahnen zu je ca. 100 m besteht.

## Steigerungen

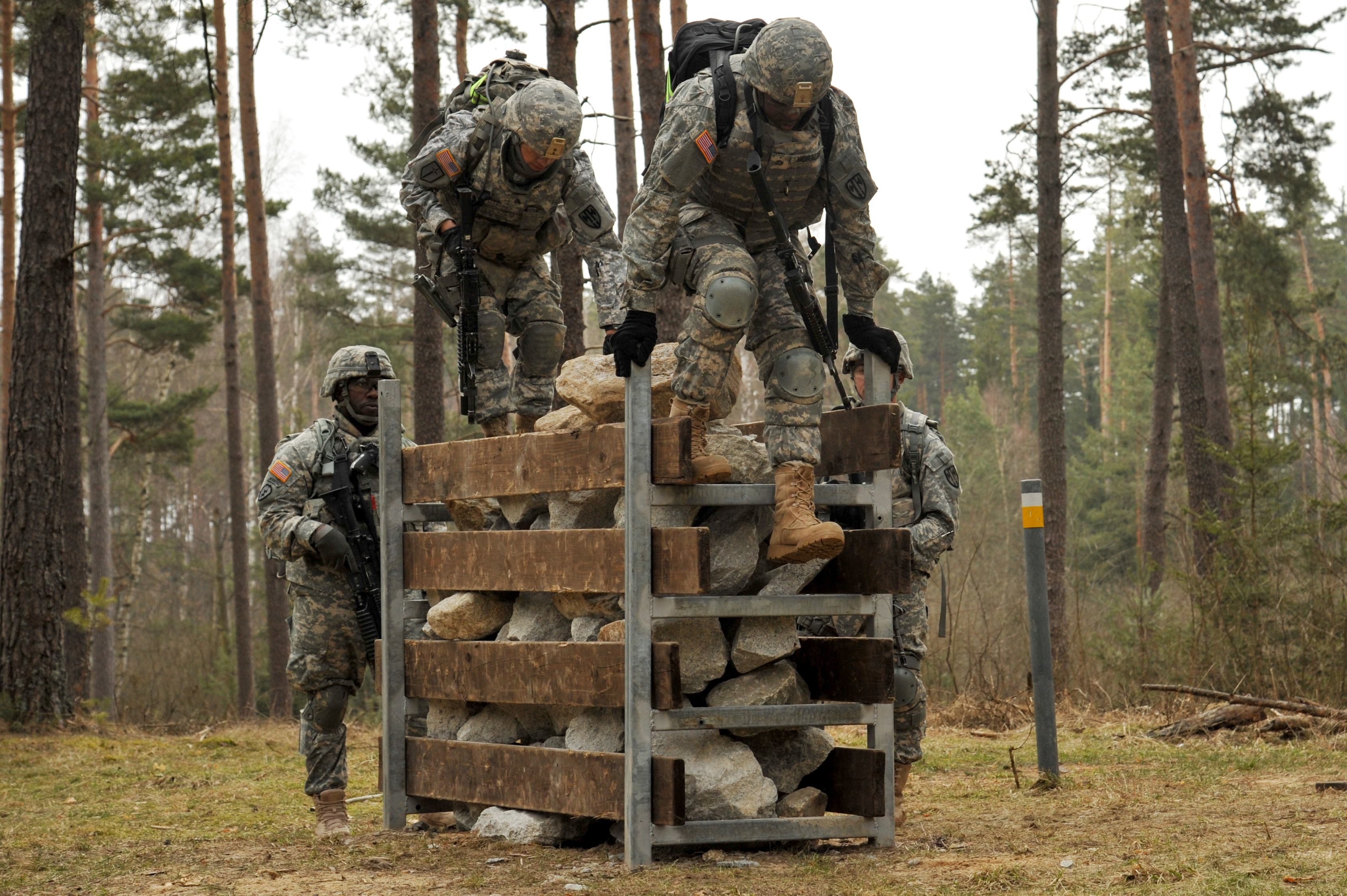
US Army auf dem Truppenübungsplatz Grafenwöhr

Je nach Ausbildungsstand kann der Schwierigkeitsgrad gesteigert werden durch:
- Mitnahme von Waffe und Gepäck
- Transport eines „verwundeten“ Kameraden oder Mitnahme von zusätzlichem Material
- Tragen von ABC-Schutzbekleidung
- Zeitbeschränkung
- Ausbildung bei eingeschränkter Sicht oder schlechter Witterung

## Variante in der DDR
Die Sturmbahn war im Rahmen der Militärischen Körperertüchtigung (MKE) bei der Nationalen Volksarmee (NVA) und bei den Volkspolizei-Bereitschaften (VPB) in der DDR als 200 m lange Nachbildung eines Geländeabschnitts angelegt, auf dem für Gefechtshandlungen typische Hindernisse zu überwinden waren. Start- und Ziellinie lagen auf einer Höhe, so dass die zu überwindende Strecke 400 m betrug. Die Sturmbahn wurde mit Stahlhelm, Fecht-MPi (ein Holzmodell) und Schutzmaskentasche überwunden. Es gab zwei Grundnormen (Sturmbahn Norm 9 im Winter und Norm 10 im Sommer). Es wurde entweder die Felddienstuniform (Sommer/Winter) oder die sogenannte Schwarzkombi (schwarzer Arbeitsoverall) getragen, zu Übungszwecken oder beim Frühsport auch Sportkleidung.
Folgende Stationen waren zu bewältigen:
- etwa 20 m Kriech- bzw. Übersteigehindernis
- etwa 2 m breiter Graben (ggf. mit Wasser gefüllt)
- Klettern am Horizontaltau: Ein in ca. 3 m Höhe gespanntes Tau, welches über ein hängendes Tau erreicht wurde. Das Horizontaltau wurde hängend oder obenauf auf ca. 15-20 m überwunden.
- Eskaladierwand 2 m hoch
- Steigehindernis: Ein stehendes Hindernis musste mit einem Sprung von einem runden Rohr auf ein zweites Rohr überwunden werden.
- Kanalhindernis (Soldatenjargon: Fuchsbau): Zwei Kanaleinstiege, die durch eine 10 m lange Betonröhre verbunden waren, mussten durchquert werden. Es wurde auf den Einstieg geklettert, hineingesprungen, durch den Kanal geglitten (die Fecht-MPi dabei an der Seite, sie wurde gern voraus durch den Kanal geschoben), über zwei eiserne Trittstufen im Ausstieg nach oben geklettert und dann hinausgesprungen (abgeflankt).
- Grabenhürde: zwei Gräben, geteilt durch einen Rohrzaun, mussten überwunden werden. Dabei sprang man über den ersten Graben auf das Fundament des Zauns, kletterte durch den Zaun und musste aus dem Stand den zweiten Grabenabschnitt überspringen.
- Giebelwand mit oberem und unteren Fenster: An der Giebelwand hing ein Seil, mit dessen Hilfe man in das untere Fenster gelangte. Von dort aus musste man auf der anderen Seite auf ein ca. 1 m höher gelegenes Brett steigen und aus ca. 4 m Höhe ca. 2 m weit auf ein ca. 3 m hohes Betonelement springen, dann noch einmal auf ein 1,5 m hohes Betonelement.
- Wippe
- Sprung am Ende der Sturmbahn in ein Schützenloch, Handgranatenweitzielwurf (mit einer F1-Übungshandgranate), Schutzmaske aufsetzen und zum Anfang der Sturmbahn zurücklaufen. Hinter der Ziellinie legte man sich hin, MPi in Anschlag, dann wurde die Zeitmessung gestoppt.

Neben dem einzelnen Überwinden der Sturmbahn, gab es auch das Kollektive Überwinden der Sturmbahn. Das bedeutete, dass eine Gruppe, ein Zug oder eine Kompanie die Bahn so schnell wie möglich überwinden sollte. Dabei waren jedoch Hilfestellungen ausdrücklich erlaubt. Die Zeit wurde mit dem letzten Soldaten genommen, der seine Waffe in Anschlag nahm.
Die genaue Form der Sturmbahn konnte in bestimmten Spezialeinheiten und Waffengattungen von der normalen Sturmbahn abweichen. So wurde eine abgewandelte Form zur Brandausbildung verwendet, bei der Elemente und Hindernisse der Sturmbahn mit Napalm in Brand gesetzt wurden.

## Hindernisbahn beim Feuerwehrsport

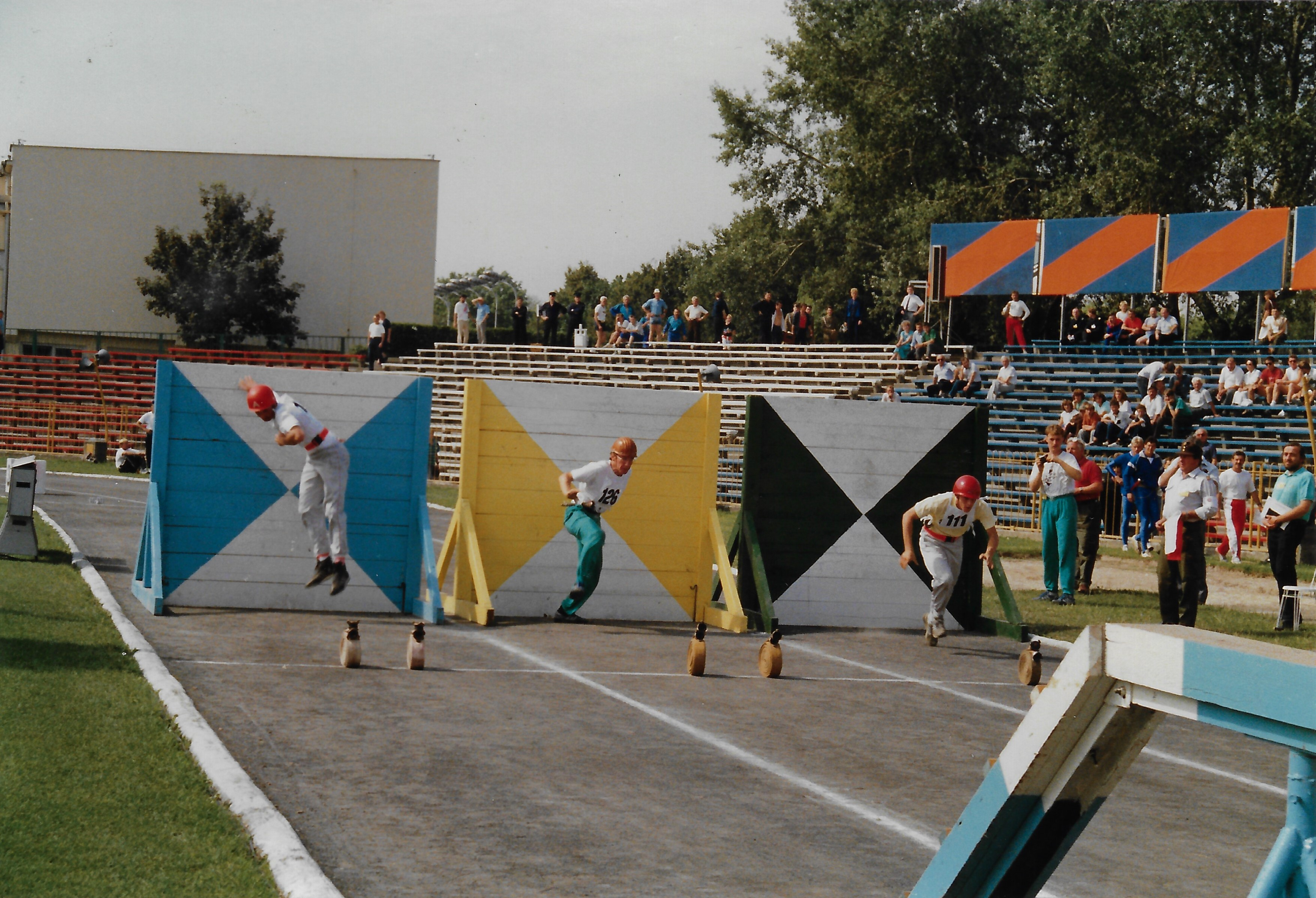
Hindernisbahn während der IX. Internationalen Feuerwehrsportwettkämpfe des Weltfeuerwehrverbandes CTIF (Feuerwehrolympiade) 1989 in Warschau/Polen

Der Ablauf der Disziplin 100-Meter-Hindernislauf beim Feuerwehrsport geschieht über eine Hindernisbahn. 23 Meter nach dem Start befindet sich eine Eskaladierwand von zwei Meter Höhe, welche von dem 100-Meter-Läufer zu überwinden ist. Fünf Meter dahinter stehen zwei gerollte C-Schläuche, die aufgenommen werden müssen. An der 38-Meter-Marke befindet sich das Auflaufbrett für den Laufbalken, der 120 Zentimeter hoch, 18 Zentimeter breit und acht Meter lang ist. Nach 75 Metern befindet sich ein Verteiler, an welchem einer der beiden C-Schläuche anzukuppeln ist. Beim Überwinden der Ziellinie muss die Schlauchleitung von Verteiler über beide C-Schläuche zu einem mitgeführten Strahlrohr gekuppelt sein. Nur wenn die Hindernisse ordnungsgemäß überwunden, die Schlauchleitung korrekt gekuppelt ist und das gekuppelte Strahlrohr über die Ziellinie gebracht wurde, wird der Lauf anerkannt.